# Station Miejsce
Station Miejsce is een spoorwegstation in de Poolse plaats Miejsce.